# Chloroxylon falcatum
Chloroxylon falcatum är en vinruteväxtart som beskrevs av René Paul Raymond Capuron. Chloroxylon falcatum ingår i släktet Chloroxylon och familjen vinruteväxter. Inga underarter finns listade i Catalogue of Life.